# 1981年全豪オープン
1981年 全豪オープン（1981ねんぜんごうオープン、Australian Open 1981）は、オーストラリア・メルボルン市内にある「クーヨン・テニスクラブ」にて、1981年11月30日から12月6日まで開催された。

## 大会の流れ
- 大会会場はメルボルン市内にある「クーヨン・テニスクラブ」の芝生コートで開催。
- 男子シングルスは「64名」の選手による6回戦制で行われた。女子シングルスは「56名」の選手による6回戦制で行われ、上位シード選手8名に「1回戦不戦勝」（抽選表では“Bye”と表示）があった。女子のシード選手は、この年から16名に増えた。
- 混合ダブルスは、1970年から1985年まで競技の実施が中止されていた。したがって、記事中の「決勝戦の結果」に混合ダブルスはなく、4部門のみの記載になる。

## シード選手

### 男子シングルス
1. ギレルモ・ビラス　（3回戦）
2. ピーター・マクナマラ　（ベスト8）
3. ロスコー・タナー　（2回戦）
4. ヨハン・クリーク　（初優勝）
5. キム・ウォーウィック　（ベスト8）
6. マーク・エドモンドソン　（ベスト4）
7. フリッツ・ビューニング　（1回戦）
8. ティム・メイヨット　（ベスト8）
9. シュロモ・グリックステイン　（ベスト8）
10. ジョン・サドリ　（1回戦）
11. クリス・ルイス　（3回戦）
12. ハンク・プフィスター　（ベスト4）
13. パット・デュプレ　（3回戦）
14. ケビン・カレン　（2回戦）
15. ピーター・レナート　（2回戦）
16. ジョン・フィッツジェラルド　（1回戦）

### 女子シングルス
1. クリス・エバート・ロイド　（準優勝）
2. トレーシー・オースチン　（ベスト8）
3. マルチナ・ナブラチロワ　（初優勝）
4. アンドレア・イエガー　（ベスト8）
5. ハナ・マンドリコワ　（ベスト8）
6. パム・シュライバー　（ベスト4）
7. ウェンディ・ターンブル　（ベスト4）
8. イボンヌ・コーリー　（ベスト8）
9. バーバラ・ポッター　（2回戦）
10. ミマ・ヤウソベッツ　（3回戦）
11. バージニア・ルジッチ　（1回戦）
12. ベッティーナ・バンジ　（3回戦）
13. スー・バーカー　（3回戦）
14. キャシー・ジョーダン　（3回戦）
15. レナータ・トマノワ　（1回戦）
16. キャンディ・レイノルズ　（3回戦）

## 大会経過

### 男子シングルス
準々決勝
- ハンク・プフィスター vs.  キム・ウォーウィック　6-1, 4-6, 6-4, 6-3
- スティーブ・デントン vs.  シュロモ・グリックステイン　6-4, 3-6, 7-6, 6-0
- ヨハン・クリーク vs.  ティム・メイヨット　7-6, 6-3, 7-5
- マーク・エドモンドソン vs.  ピーター・マクナマラ　7-5, 7-6, 6-2

準決勝
- スティーブ・デントン vs.  ハンク・プフィスター　7-6, 6-7, 6-1, 3-6, 6-3
- ヨハン・クリーク vs.  マーク・エドモンドソン　6-0, 7-6, 7-5

### 女子シングルス
準々決勝
- クリス・エバート・ロイド vs.  ハナ・マンドリコワ　6-4, 7-5
- ウェンディ・ターンブル vs.  アンドレア・イエガー　6-3, 7-6
- マルチナ・ナブラチロワ vs.  イボンヌ・コーリー　6-3, 6-1
- パム・シュライバー vs.  トレーシー・オースチン　7-5, 7-6

準決勝
- クリス・エバート・ロイド vs.  ウェンディ・ターンブル　6-4, 7-6
- マルチナ・ナブラチロワ vs.  パム・シュライバー　6-3, 7-5

## 決勝戦の結果
- 男子シングルス： ヨハン・クリーク vs.  スティーブ・デントン　6-2, 7-6, 6-7, 6-4
- 女子シングルス： マルチナ・ナブラチロワ vs.  クリス・エバート・ロイド　6-7, 6-4, 7-5
- 男子ダブルス： マーク・エドモンドソン＆ キム・ウォーウィック vs.  ジョン・サドリ＆ ハンク・プフィスター　6-3, 6-7, 6-3
- 女子ダブルス： キャシー・ジョーダン＆ アン・スミス vs.  マルチナ・ナブラチロワ＆ パム・シュライバー　6-2, 7-5

## みどころ
- 女子シングルス優勝者のマルチナ・ナブラチロワは、アメリカ国籍取得後初めての4大大会優勝を果たした。ナブラチロワはチェコスロバキア国籍だった頃、1978年ウィンブルドンと1979年ウィンブルドンで大会2連覇があった。この全豪オープンが、ナブラチロワの4大大会女子シングルス3勝目である。
- 女子ダブルス優勝のキャシー・ジョーダン＆アン・スミス組が、この大会で同一ペアとしての女子ダブルス「キャリア・グランドスラム」を完成させた。2人は1980年全仏オープン → 1980年ウィンブルドン → 1981年全米オープン → 1981年全豪オープンの順に優勝した。